# José Hurtado
José Mario Hurtado Cuero (Esmeraldas, Ecuador; 23 de agosto de 1992) es un futbolista ecuatoriano. Juega como defensa central y su equipo actual es Gualaceo Sporting Club de la Serie A de Ecuador.

## Trayectoria
Se inició como futbolista en el Comercial Huaquillas, después paso por clubes como Municipal Cañar, Espoli, Manta, Deportivo Colón, Canteras de Jubones y Rocafuerte SC.
En el 2018 llegó al Guayaquil City dónde tuvo una excelente temporada con el equipo ciudadano, lo que le serviría para ser fichado por el Emelec en abril de 2019.
En Emelec tuvo una irregular campaña en el primer semestre, jugando solo tres partidos, razón por lo que en julio de ese mismo año es cedido al Mushuc Runa hasta el final de la temporada.
El 27 de diciembre de 2019 es cedido por un año a Liga de Portoviejo. El 7 de julio es oficializado como nuevo refuerzo de Club Deportivo Macará por préstamo por 6 meses. En Macará tendría muy pocas oportunidades de alternar.
En marzo de 2021 es fichado por la Universidad San Martín de la Liga 1 de Perú, club que compró su pase a Emelec. A final de temporada desciende de categoría.
En julio de 2022 llegó a reforzar a Gualaceo Sporting Club de la Serie A de Ecuador.

## Clubes
| Club                      | País    | Año       |
| ------------------------- | ------- | --------- |
| Comercial Huaquillas      | Ecuador | 2011      |
| Espoli                    | Ecuador | 2011      |
| Municipal Cañar           | Ecuador | 2011      |
| Manta F. C.               | Ecuador | 2012      |
| Deportivo Colón (cedido)  | Ecuador | 2012      |
| Manta F. C.               | Ecuador | 2012      |
| Santa Rita                | Ecuador | 2013      |
| Canteras del Jubones      | Ecuador | 2014      |
| Rocafuerte S. C.          | Ecuador | 2014      |
| Guayaquil City            | Ecuador | 2018      |
| Emelec                    | Ecuador | 2019      |
| Mushuc Runa               | Ecuador | 2019      |
| Emelec                    | Ecuador | 2020      |
| Liga de Portoviejo        | Ecuador | 2020      |
| Macará                    | Ecuador | 2020      |
| Universidad de San Martín | Perú    | 2021      |
| Gualaceo S. C.            | Ecuador | 2022-act. |